# ATM (Messina)
ATM S.p.A. (sigla di Azienda Trasporti Messina) è un'azienda di trasporti pubblici nata l'8 maggio 1968 di proprietà pubblica del comune di Messina, che amministra e gestisce il trasporto pubblico sulla rete urbana di Messina, compresi i parcheggi pubblici, e di Villafranca Tirrena.

## Storia
ATM nacque come azienda speciale l'8 maggio 1968, quando il comune di Messina fece requisire i mezzi della SATS avviando, su delibera del Consiglio Comunale, la nuova gestione del servizio di trasporto pubblico, affidandola alla nascente Azienda Trasporti Municipalizzata con capitale interamente pubblico comunale.
Nel 2014 l'azienda stipulò un accordo quadro con il GTT di Torino volto alla collaborazione fra le due società.
Il 23 novembre 2018 il Consiglio comunale, su proposta della Giunta comunale, ha votato, secondo le modalità previste dall'art. 50 dello statuto aziendale, la liquidazione dell'azienda speciale ATM. Nel successivo mese di giugno 2019 sono stati nominati i commissari liquidatori tramite un'ordinanza del Sindaco ed è stata ufficializzata al contempo la nascita della nuova società di trasporto pubblico, che mantiene il medesimo nome e la medesima proprietà del comune di Messina ma è costituita come società per azioni, seppur finanziata con capitale pubblico. Le attività della nuova società iniziano il 1º giugno 2020.
Dal 1 marzo 2025 il servizio delle linee 32, 33 e 33 Bis, che avevano come capolinea Ponte Gallo, viene prolungato fino a Villafranca Tirrena (le linee 32 e 33 Bis solo dopo la riapertura del ponte Mella sulla SS113 a S.Saba). Dal 2 maggio 2025, visto il successo dell'iniziativa, vengono estese a Villafranca Tirrena anche le linee 25 (Gesso) e 26 (Salice).

## Servizi svolti
L'azienda gestiva dal 1º febbraio 2016 45 linee urbane feriali e 2 linee urbane circolanti solo nei giorni festivi. Nel 2007, si raggiungevano sessantatré linee urbane. Al 2022, l'azienda opera con 41 linee bus feriali e 17 festive.
Dal 2003 l'azienda gestisce altresì la tranvia di Messina, classificata come linea 28.
A partire dall'8 ottobre 2018 l'ATM ha riorganizzato l'offerta del Trasporto Pubblico, introducendo una linea bus (linea 1 - Shuttle) che con frequenza di ca. 15 minuti, attraversa 38 dei 50 km complessivi della costa della Città di Messina. Viene così creato dunque un servizio a pettine, con delle fermate di interscambio alle quali fanno capolinea i bus da e verso i villaggi, e con il tram che si attesta una frequenza di circa 20 minuti.

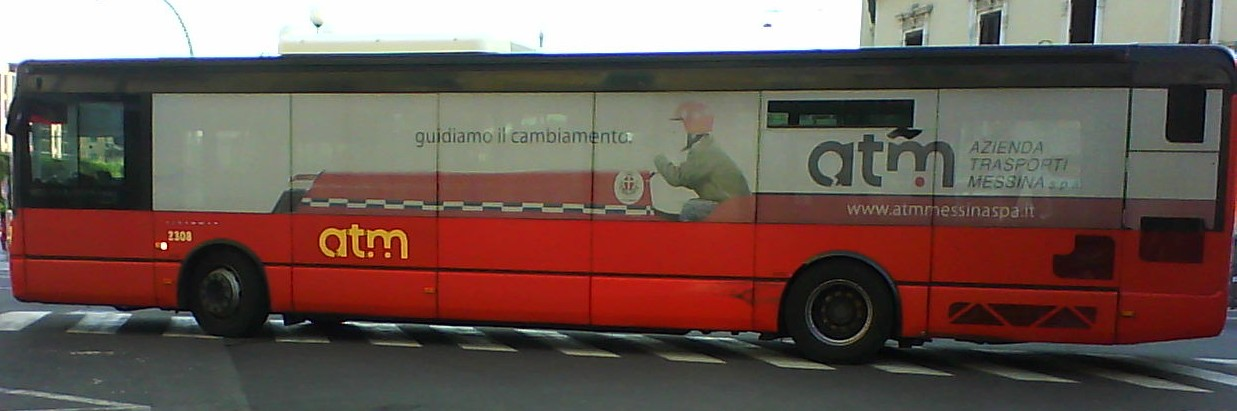
Iveco Urbanway di ATM Messina

ATM S.p.A. gestisce anche i parcheggi di interscambio "Gazzi" e "Annunziata" nei pressi dei capolinea della tranvia. Oltre a questi la società si occupa dei parcheggi in struttura multipiano "Cavallotti", posto nei pressi della Stazione Centrale di Messina e "Villa Dante" posto nei pressi dell'omonimo parco cittadino. Inoltre l'azienda gestisce la sosta a pagamento nella Z.T.L. del centro cittadino e dei parcheggi a raso ad essa assimilate.
La società inoltre mette a disposizione i propri mezzi e le pensiline presenti sul territorio comunale per iniziative di carattere pubblicitario.
Il piano industriale prevede nel triennio 2020-2022 l’acquisto di circa 66 autobus per migliorare le prestazioni ambientali e il comfort della flotta. Inoltre, le risorse pari a 1,82 milioni di euro, provenienti dal PON Metro 2014-2020 permetteranno:
- Installazione sistema di AVM sui mezzi;
- Installazione tornelli sui bus elettrici;
- Implementazione del sistema di bigliettazione elettronica;
- Installazione paline elettroniche.[10][11]